# Thomas Boakye
Thomas Boakye, né le 10 mai 1993 à Accra au Ghana, est un footballeur ghanéen. Il évolue au poste d'arrière droit au Halmstads BK.

## Biographie

### Östersunds FK
Né à Accra au Ghana, Thomas Boakye est formé par le club local de la Right to Dream Academy. Lors de l'été 2012 il rejoint la Suède afin de s'engager en faveur de l'Östersunds FK.

### Varbergs BoIS
Le 24 mars 2015, Thomas Boakye s'engage en faveur du Varbergs BoIS. Il signe un contrat de trois ans, soit jusqu'en décembre 2017.

### Halmstads BK
En janvier 2018, Thomas Boakye s'engage en faveur du Halmstads BK. Le transfert est annoncé dès le 15 novembre 2017 et signe un contrat de trois ans, soit jusqu'en décembre 2020.
Boakye joue son premier match dans l'Allsvenskan, l'élite du football suédois, le 11 avril 2021, à l'occasion de la première journée de la saison 2021, face au BK Häcken. Titulaire, il délivre une passe décisive pour Mikael Boman sur le but vainqueur de son équipe (1-0 score final).
Le 27 novembre 2020, Boakye prolonge son contrat avec Halmstads de deux saisons supplémentaires.